# 高岡市立野村小学校
高岡市立野村小学校（たかおかしりつ のむらしょうがっこう）は、富山県高岡市にある公立小学校。

## 概要
高岡市最大の小学校の一つ。児童数は校区の宅地化やベビーブームの影響で1984年の1208人がピークだったが、現在は800人程度で推移している。卒業後、ほとんどの児童が高岡市立芳野中学校に進学する。
制服はなく、児童は私服か指定の体操服で通学しており、卒業式でもほとんどの卒業生が芳野中学校の制服を着用する。体操服は地元の洋品店で販売されているほか、近年は校区の一部のコンビニエンスストアでも取り扱いがある。
学校の北側に富山県道44号（旧国道8号）、東側を富山県道57号が走り、車でのアクセスには便利な位置にあるが、駐車場は職員用のものしかない。
創校70周年を記念して作られた舞踊「石瀬野に」が踊り継がれている。大伴家持の詠んだ歌をもとに作られたもので、現在も学習発表会などで踊られている。また、「石瀬野に」の歌は地元のコーラス隊「いわせのコーラス」にも歌われており、万葉集全20巻朗唱の会などで披露されている。
ウインドアンサンブルでも有名。

## シンボル

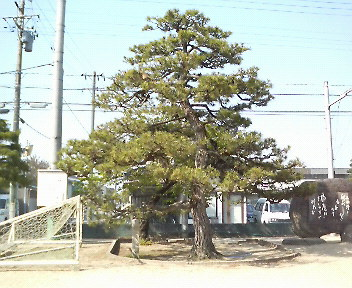
野村小学校のクロマツ

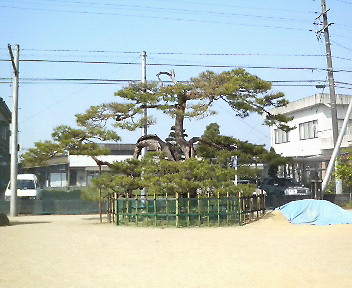
野村小学校のアカマツ

### 校歌
現在の校歌は1952年に作詞、作曲された。

### 校章
校章は1956年に提示された三つの案から選ばれた。校章のデザインは、かつて野村に多く生えていたハギの木の葉をイメージした「の」の字を放射状に六つ配置し、その中央に「ら」の字に囲まれた立山連峰と庄川を描いたもので、「の」の字がむっつと「ら」の字で「のむら」を意味している。

### 松の木
学校のシンボルとしてクロマツとアカマツの老木がある。クロマツは1915年に職員と児童が植えたもので、アカマツは1910年に野村神社から移植されたものである。アカマツは南校舎の起工時に工事の邪魔になり、現在の位置へ再移植された。

## 沿革
- 1890年4月: 村役場（現在のJA野村支店）と同居する形で開校。
- 1892年10月: 野村尋常小学校となる。
- 1908年7月: 現在の位置に新校舎が落成。
- 1941年4月: 野村国民学校となる。
- 1947年4月: 高岡市立野村小学校となる。
- 1957年6月: 校舎1期工事が竣工。
- 1960年11月: 校舎2期、3期工事が竣工。
- 1977年4月: 中央管理棟が完工。
- 1979年4月: 南校舎が完工。
- 1980年10月: 創校90周年記念事業を挙行。
- 1990年10月: 創校100周年記念事業を挙行。

## 校区
- 井口本江（富山県道73号以北。以南は下関校区）
- 蓮花寺西部
- 蓮花寺中部
- 蓮花寺東部
- 蓮花寺新町
- 蓮花寺
- 三女子
- 二枚橋
- 野村第一
- 野村第二
- 野村第三
- 野村第四
- 野村第五（国道8号以南。以北は能町校区）
- 双葉町
- 玉兎ヶ丘
- 野村東町
- 富田町

- 深田町
- 寿町
- 美原町
- 長和里
- 高園町
- 出来田新町
- 出来田
- 上石瀬
- 石瀬本町
- 石瀬中町
- 石瀬東町
- 下石瀬（国道8号以南。以北は能町校区）
- 寿町一丁目
- 寿町二丁目
- 新和町
- 深沢
- 野村新宿

## 主な卒業生
- 三浦健人（実業家）